# Президент Республіки Білорусь

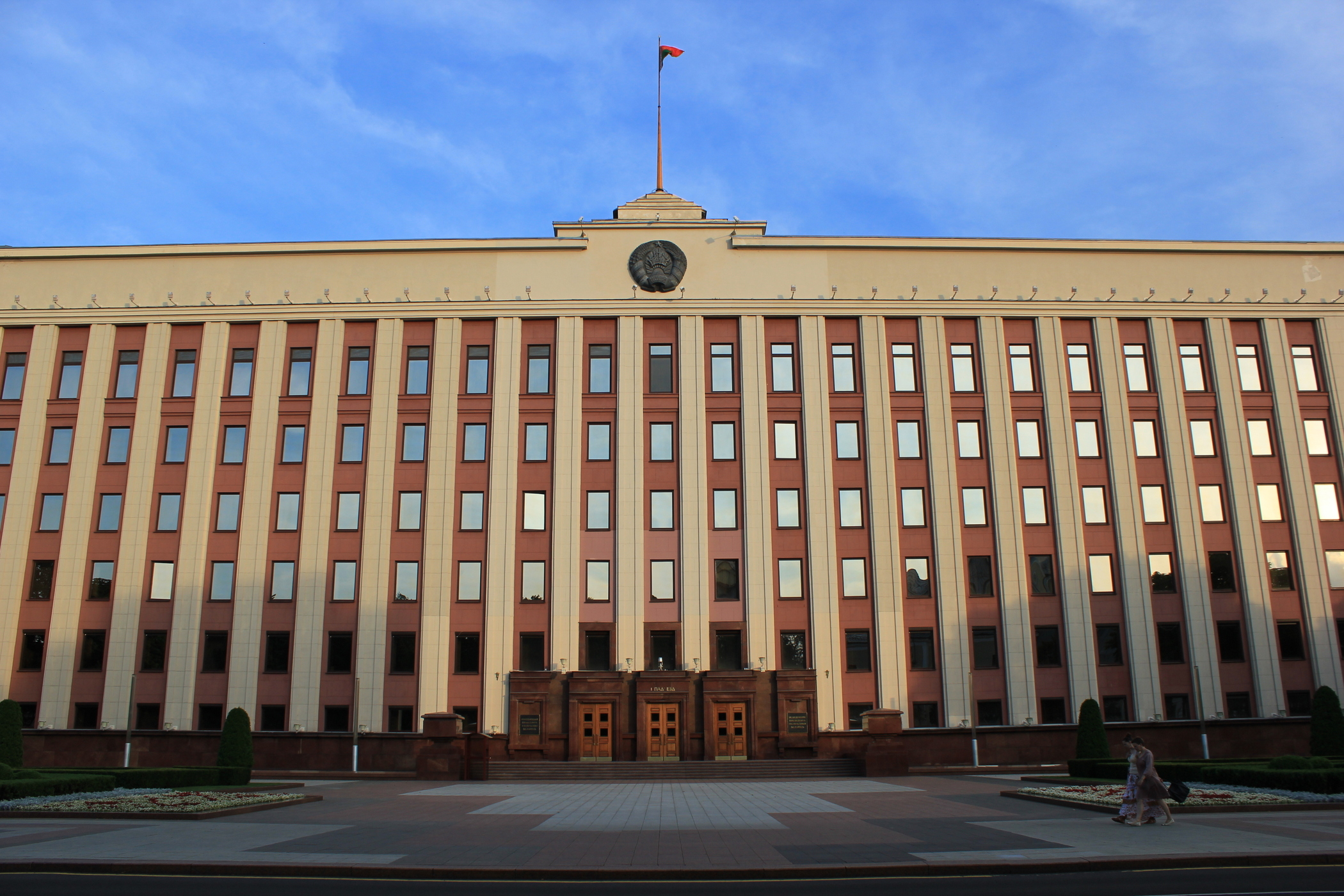
Резиденція Президента Республіки Білорусь.

Палац Незалежності — Резиденція Президента Республіки Білорусь

Президент Республіки Білорусь є Главою держави, гарантом Конституції Республіки Білорусь, права і свободи людини й громадянина. Він представляє Республіку Білорусь у відносинах з іншими державами й міжнародними організаціями.
Президентом може бути обраний громадянин Республіки Білорусь за народженням, не молодший 35 років, що володіє виборчим правом і постійно проживає у Республіці Білорусь не менш десяти років безпосередньо перед виборами.

## Історія
Перші вибори президента Білорусі відбулися 10 липня 1994 року. У них брали участь 6 кандидатів. У першому турі трійка лідерів набрала: Олександр Лукашенко — 44,82 %, В'ячеслав Кебіч — 17,32 %, Зенон Позняк — 12,82 %. У другому турі з результатом близько 80 відсотків переміг Олександр Лукашенко.
24 листопада 1996 у Білорусі був проведений референдум, на який виносились поправки, що розширюють повноваження виконавчої влади й президента, і деякі інші питання. За прийняття поправок висловилося 70,45 % виборців.
9 вересня 2001 відбулися чергові вибори президента, переможцем у яких знову став Лукашенко, набравши 75,62 % голосів.
17 жовтня 2004 провели референдум про внесення поправок у Конституцію, що знімають обмеження на кількість президентських строків. 77,3 % виборців підтримали ці зміни. Зміни до закону «Про президента Республіки Білорусь», що виключають обмеження у два строки, Рада Республіки схвалила тільки 5 жовтня 2006 Таким чином, на момент проведення президентських виборів 2006 року в Білорусі діяли Конституція, що не містить обмежень на кількість президентських строків, і закон про Президента, у статті 8 якого йшлося: Строк повноважень Президента — п'ять років. Одна й та сама особа може бути Президентом не більше двох строків. Однак, відповідно до статті 137 Конституції у випадку протиріч, вона має пріоритет перед законами, указами тощо.
19 березня 2006 відбулися чергові вибори Президента Республіки Білорусь. Перемогу на них здобув Олександр Лукашенко, як і на наступних виборах 2010 року.
Всі вибори й референдуми після виборів 1994 року традиційно оголошуються представниками опозиції й спостерігачами від західних країн проведеними із грубими порушеннями, а їхні результати — сфальсифікованими. Одночасно спостерігачі від країн СНД традиційно заявляють, що вибори пройшли без істотних порушень.

## Статус, права й обов'язки Президента
Статус, права й обов'язки Президента визначаються Конституцією Білорусі:
Стаття 81:
- Президент обирається на п'ять років безпосередньо народом Республіки Білорусь на основі загального, вільного, рівного й прямого виборчого права при таємному голосуванні.
- Кандидати на посаду Президента висуваються громадянами Республіки Білорусь за наявності щонайменше 100 тисяч підписів виборців.
- Вибори Президента призначаються Палатою представників не пізніше ніж за п'ять місяців і проводяться не пізніше ніж за два місяці до закінчення терміну повноважень попереднього президента.
- Якщо посада Президента виявилася вакантною, вибори проводяться не раніше ніж через 30 днів і не пізніше ніж через 70 днів від дня звільнення посади.

Стаття 82:
- Уважається, що вибори відбулися, якщо в голосуванні взяли участь понад половина громадян Республіки Білорусь, включених у список виборців.
- Президент уважається обраним, якщо за нього проголосувало понад половина громадян Республіки Білорусь, що взяли участь у голосуванні.
- Якщо жоден з кандидатів не набрав необхідної кількості голосів, то у двотижневий строк проводиться другий тур голосування по двох кандидатах, що одержав найбільшу кількість голосів виборців. Обраним уважається кандидат у Президенти, що одержав при повторному голосуванні понад половину голосів виборців, що взяли участь у голосуванні. Порядок проведення виборів Президента визначається законом Республіки Білорусь.

Стаття 84:
Президент Республіки Білорусь:
1. призначає республіканські референдуми;
2. призначає чергові й позачергові вибори в Палату представників, Рада Республіки й місцеві представницькі органи;
3. розпускає палати у випадках і в порядку, передбачених Конституцією;
4. призначає шість членів Центральної комісії Республіки Білорусь по виборам і проведенню республіканських референдумів;
5. утворить, скасовує й реорганізує адміністрацією Президента Республіки Білорусь, інші органи державного керування, а також консультативно-дорадчі й інші органи при Президенті;
6. за згодою Палати представників призначає на посаду Прем'єр-міністра;
7. визначає структуру Уряду Республіки Білорусь, призначає на посаду й звільняє з посади заступників Прем'єр-міністра, міністрів і інших членів Уряду, ухвалює рішення про відставку Уряду або його членів;
8. за згодою Ради Республіки призначає на посаду Голови Конституційного Суду, Голови Верховного Суду, Голови Вищого Господарського Суду із числа суддів цих судів;
9. за згодою Ради Республіки призначає на посаду суддів Верховного Суду, суддів Вищого Господарського Суду, Голови Центральної комісії з виборів і проведення республіканських референдумів, Генерального прокурора, Голови й членів Правління Національного банку;
10. призначає шість суддів конституційного Суду, інших суддів Республіки Білорусь;
11. звільняє з посади Голови й суддів Конституційного Суду, Голову й суддів Верховного Суду, Голову й суддів Вищого Господарського Суду, Голови й членів Центральної комісії з виборів і проведення республіканських референдумів, Генерального прокурора, Голови й членів Правління Національного банку за підставами, передбаченими законом, з повідомленням Ради Республіки;
12. призначає на посаду й звільняє з посади Голови Комітету державного контролю;
13. звертається з посланнями до народу Республіки Білорусь про положення в державі й про основні напрямки внутрішньої й зовнішньої політики;
14. звертається із щорічними посланнями до Парламенту, які заслухуються без обговорення на засіданнях Палати представників і Ради Республіки; має право брати участь у роботі Парламенту і його органів, виступати перед ними в будь-який час із промовою або повідомленням;
15. має право головувати на засіданнях Уряду Республіки Білорусь;
16. призначає керівників республіканських органів державного керування й визначає їхній статус; призначає представників Президента в Парламенті й інших посадових особах, посади яких визначені відповідно до законодавства, якщо інше не передбачено Конституцією;
17. вирішує питання про прийняття до громадянства Республіки Білорусь, його припинення й надання притулку;
18. установлює державні свята й святкові дні, нагороджує державними нагородами, привласнює класні чини й звання;
19. здійснює помилування засуджених;
20. веде переговори й підписує міжнародні договори, призначає й відзиває дипломатичних представників Республіки Білорусь в іноземних державах і при міжнародних організаціях;
21. приймає вірчі й відкличні грамоти акредитованих при ньому дипломатичних представників іноземних держав;
22. у випадку стихійного лиха, катастрофи, а також безладдя, що супроводжуються насильством або погрозою насильства з боку групи осіб і організацій, унаслідок яких виникає небезпека життя й здоров'ю людей, територіальній цілісності й існуванню держави, уводить на території Республіки Білорусь або в окремих її місцевостях надзвичайний стан із внесенням у триденний строк ухваленого рішення на твердження Ради Республіки;
23. у випадках, передбачених законодавством, вправі відкласти проведення страйку або призупинити її, але не більше ніж на тримісячний строк;
24. підписує закони; має право в порядку, установленому Конституцією, повернути закон або окремі його положення зі своїми запереченнями в Палату представників;
25. має право скасовувати акти Уряду;
26. безпосередньо або через створювані їм органи здійснює контроль за дотриманням законодавства місцевими органами керування й самоврядування; має право припиняти рішення місцевих Рад депутатів і скасовувати рішення місцевих виконавчих і розпорядницьких органів у випадку невідповідності їхньому законодавству;
27. формує й очолює Раду Безпеки Республіки Білорусь; призначає на посаду й звільняє з посади Державного секретаря Ради Безпеки;
28. є Головнокомандувачем Збройних Сил Республіки Білорусь; призначає на посаді й звільняє від посад вище командування Збройних Сил;
29. уводить на території Республіки Білорусь у випадку військової погрози або нападу воєнний стан, повідомляє повну або часткову мобілізацію із внесенням у триденний строк ухваленого рішення на твердження Ради Республіки;
30. здійснює інші повноваження, покладені на нього Конституцією й законами.